# 건닝 트랜시버 로직
건닝 트랜시버 로직(Gunning transceiver logic, GTL)은 전자 백플레인 버스를 구동하는 데 사용되는 논리 신호의 한 유형이다. TTL 및 CMOS 논리에서 사용되는 것보다 훨씬 낮은 0.4볼트와 1.2볼트 사이의 전압 스윙과 대칭적인 병렬 저항 종단을 가진다. 최대 신호 진동수는 100MHz로 지정되어 있지만 일부 응용 분야에서는 더 높은 주파수를 사용한다. GTL은 JEDEC 표준 JESD 8-3(1993)으로 정의되어 있으며 제록스의 팔로 알토 연구 센터에서 일하던 윌리엄 건닝이 발명했다.
모든 인텔 프론트 사이드 버스는 GTL을 사용한다. 2008년 현재 이들 FSB의 GTL은 최대 주파수가 1.6GHz이다. 인텔 펜티엄 프로, 펜티엄 II 및 펜티엄 III 마이크로프로세서의 프론트 사이드 버스는 페어차일드 반도체가 개발한 GTL+(또는 GTLP)를 사용하는데, 이는 GTL의 업그레이드 버전으로 정의된 슬루율과 더 높은 전압 레벨을 가진다. AGTL+는 "assisted Gunning transceiver logic" 또는 "advanced Gunning transceiver logic"의 약자이다. 이는 인텔 마이크로프로세서에서 사용되는 GTL 신호 파생물이다.